# واتس‌اپ
واتس‌اَپ (به انگلیسی: WhatsApp) که به آن واتساپ نیز می‌گویند؛ یک برنامهٔ پیام‌رسانی فوری عموماً برای تلفن‌های هوشمند است که برای دیگر سکوها از جمله ویندوز و مک‌بوک نیز توسعه یافته است. این برنامه توسط شرکت سهامی واتس‌اپ ساخته شده و مؤسس شرکت و سازندهٔ این برنامه یان کوم است و درحال حاضر شرکت متا پلتفرمز (فیس‌بوک سابق) مالک آن است.
جمهوری اسلامی واتساپ را از سال ۲۰۲۲ تا ۲۰۲۴ به دلیل خیزش ۱۴۰۱ ایران مسدود کرد، اما این پلتفرم پیام‌رسان اکنون دوباره قابل دسترسی است.

## توضیحات کلی
واتساپ (رسماً واتساپ منیجر یا پیام‌رسان واتساپ) یک سرویس پیام فوری(IM) و VoIP (VoIP) است که متعلق به شرکت فناوری متا است. و به کاربران امکان می‌دهد متن، پیام‌های صوتی و پیام‌های ویدیویی ارسال کنند، تماس‌های صوتی و تصویری برقرار کنند و تصاویر، اسناد، مکان‌های کاربر و سایر محتواها را به اشتراک بگذارند. برنامه سرویس گیرنده واتس‌آپ بر روی دستگاه‌های تلفن همراه اجرا می‌شود و می‌توان از طریق رایانه به آن دسترسی داشت. این سرویس برای ثبت نام به شماره تلفن همراه نیاز دارد. در ژانویه ۲۰۱۸، واتس آپ یک برنامه تجاری مستقل به نام واتس‌آپ تجاری یا WhatsApp Business منتشر کرد که می‌توان با مشتری استاندارد واتس آپ که غالباً همان نوع از این برنامه را دارد ارتباط برقرار کرد. این سرویس (واتساپ یا واتس‌آپ) توسط واتس‌اپ، شرکت مونتین ویو، کالیفرنیا ایجاد شد که در فوریه ۲۰۱۴ توسط فیس‌بوک به مبلغ تقریبی ۱۹/۳ میلیارد دلار خریداری شد. این برنامه تا سال ۲۰۱۵ به محبوب‌ترین برنامه پیام‌رسانی جهان تبدیل شد، و تا فوریه ۲۰۲۰ بیش از ۲ میلیارد کاربر در سراسر جهان داشت تعداد کاربرانی به اندازه فیسبوک. تا سال ۲۰۱۶، این نرم‌افزار پیام رسان فوری به وسیله اصلی ارتباط اینترنتی در مناطقی از جمله آمریکای لاتین، شبه قاره هند و بخش‌های بزرگی از اروپا و آفریقا تبدیل شد. عبارت واتس‌آپ در اصل ریشه انگلیسی آمریکایی داشته و اصطلاحی به معنای حالت چطوره؟ یا معادل How Are You می‌باشد.

## تاریخچه

### ۲۰۰۹–۲۰۱۴
واتس‌آپ در فوریه ۲۰۰۹ توسط برایان اکتون و جان کوم، کارمندان سابق یاهو تأسیس شد. یک ماه قبل، پس از اینکه کوم یک آیفون خرید، او و اکتون تصمیم گرفتند یک اپلیکیشن برای اپ استور بسازند. این ایده به‌عنوان برنامه‌ای شروع شد که وضعیت‌ها را در منوی مخاطبان تلفن نشان می‌داد و نشان می‌داد که آیا فردی در محل کار است یا در حال تماس است. گفتگوهای آنها اغلب در خانه الکس فیشمن دوست روسی کوم در غرب سن خوزه انجام می‌شد. آنها متوجه شدند که برای پیشبرد این ایده، به یک توسعه دهنده آیفون نیاز دارند. فیشمن از RentACoder.com بازدید کرد، توسعه دهنده روسی ایگور سولومنیکوف را پیدا کرد و او را به کوم معرفی کرد. کوم نام این اپلیکیشن را واتس آپ گذاشت تا اصطلاحی شبیه «چه خبر» باشد. در ۲۴ فوریه ۲۰۰۹، وی واتس‌آپ کمپانی را در کالیفرنیا تأسیس کرد. با این حال، زمانی که نسخه‌های اولیه واتس‌اپ مدام خراب می‌شدند، کوم به فکر رها کردن این کارها و جستجوی شغل جدید افتاد. اکتون او را ترغیب کرد تا «چند ماه دیگر» صبر کند. در ژوئن ۲۰۰۹، زمانی که برنامه توسط تنها تعداد انگشت شماری از دوستان روسی زبان فیشمن دانلود شده بود، اپل اعلان‌های فشاری را راه‌اندازی کرد که به کاربران اجازه می‌داد حتی در زمانی که از برنامه استفاده نمی‌کردند پینگ شوند. کوم واتس اپ را به روز کرد تا همه افراد در شبکه کاربر در صورت تغییر وضعیت کاربر مطلع شوند. این تسهیلات جدید، در کمال تعجب کوم، توسط کاربران برای پینگ کردن "همدیگر با وضعیت‌های سفارشی جوکی مانند، "دیر از خواب بیدار شدم" یا "من در راه هستم" استفاده شد." فیشمن گفت: "در نقطه ای به نوعی تبدیل به پیام رسانی فوری شد".
واتس‌اپ ۲/۰ که در اوت ۲۰۰۹ برای آیفون منتشر شد، دارای یک جزء پیام‌رسانی طراحی شده بود. تعداد کاربران فعال به‌طور ناگهانی به ۲۵۰ هزار کاربر افزایش یافت. اگرچه اکتون روی ایده استارت آپ دیگری کار می‌کرد، تصمیم گرفت به این شرکت بپیوندد. در اکتبر ۲۰۰۹، اکتون پنج دوست سابق خود را در یاهو متقاعد کرد! برای سرمایه‌گذاری ۲۵۰ هزار دلاری به‌عنوان سرمایه‌گذاری اولیه، اکتون یکی از بنیان‌گذاران شد و سهامی بالا به او اعطا شد. او در ۱ نوامبر رسماً به واتس اپ پیوست. کوم سپس یک دوست در لس آنجلس به نام کریس پیفر را برای توسعه نسخه بلک بری استخدام کرد که دو ماه بعد وارد شد. متعاقباً، واتس‌اپ برای سیستم‌عامل سیمبین در ماه مه ۲۰۱۰ و برای سیستم‌عامل اندروید در اوت ۲۰۱۰ اضافه شد. در سال ۲۰۱۰ گوگل چندین پیشنهاد برای خرید واتس اپ ارائه کرد که همگی رد شدند. برای پوشش هزینه ارسال پیامک تأیید به کاربران، واتس اپ از سرویس رایگان به سرویس پولی تغییر یافت. در دسامبر ۲۰۰۹ قابلیت ارسال عکس به نسخه iOS اضافه شد. در اوایل سال ۲۰۱۱، واتساپ یکی از ۲۰ برنامه برتر در فروشگاه اپل اپل(اپل استور) بود. در آوریل ۲۰۱۱، سکویا کپیتال حدود ۸ میلیون دلار برای بیش از ۱۵٪ از شرکت سرمایه‌گذاری کرد، پس از ماه‌ها مذاکره توسط شریک سکویا، جیم گاتز. تا فوریه ۲۰۱۳، واتس اپ حدود ۲۰۰ میلیون کاربر فعال و ۵۰ کارمند داشت. سکویا ۵۰ میلیون دلار دیگر سرمایه‌گذاری کرد و واتس اپ ۱/۵ میلیارد دلار ارزش داشت. مدتی در سال ۲۰۱۳ واتس‌اپ استارت‌آپی که در منطقه سانتا کلارا قرار داشت اسکای موبیاس، توسعه‌دهندگان ویتاک، یک برنامه تماس ویدیویی و صوتی را خریداری کرد. در یک پست وبلاگ در دسامبر ۲۰۱۳، واتس‌آپ ادعا کرد که ۴۰۰ میلیون کاربر فعال هر ماه از این سرویس استفاده می‌کنند. سال ۲۰۱۳ با ۱۴۸ میلیون دلار هزینه به پایان رسید که ۱۳۸ میلیون دلار آن زیان بود.

### ۲۰۱۴–۲۰۱۵
در ۱۹ فوریه ۲۰۱۴، یک سال پس از دور تأمین مالی سرمایه‌گذاری خطرپذیر با ارزش ۱/۵ میلیارد دلار توسط شرکت فیسبوک. (در حال حاضر شرکت متا پلتفرم) اعلام کرد که واتس‌آپ را به قیمت ۱۹ میلیارد دلار خریداری می‌کند که بزرگ‌ترین خرید آن تا به امروز است. در آن زمان، این بزرگ‌ترین خرید یک شرکت تحت حمایت سرمایه خطرپذیر در تاریخ بود. سکویا کپیتال تقریباً ۵۰۰۰٪ بازدهی سرمایه اولیه خود را دریافت کرد. فیس‌بوک، که توسط Allen & Co توصیه می‌شد، ۴ میلیارد دلار نقد، ۱۲ میلیارد دلار سهام فیس‌بوک، و با توصیه مورگان استنلی، ۳ میلیارد دلار اضافی در واحدهای سهام محدود به بنیانگذاران واتس‌اپ کوم و اکتون اعطا کرد. قرار بود سهام کارمندان در طی چهار سال پس از بسته شدن تخصیص داده شود. چند روز پس از اعلام این خبر، کاربران واتس‌اپ با از دست دادن خدمات مواجه شدند که منجر به خشم و واکنش‌های گسترده در رسانه‌های اجتماعی شد. این خرید تحت تأثیر داده‌های ارائه شده توسط اوناو، برنامه تحقیقاتی فیس‌بوک برای نظارت بر رقبا و استفاده متداول از فعالیت‌های اجتماعی در تلفن‌های همراه، و همچنین استارت‌آپ‌هایی بود که عملکرد غیرمعمول خوبی داشتند. این اکتساب باعث شد که بسیاری از کاربران خدمات پیام دیگری را امتحان کنند یا به آنها منتقل شوند. تلگرام ادعا کرد که ۸ میلیون کاربر جدید به دست آورده است؛ و لاین، ۲ میلیون کاربر. در یک سخنرانی اصلی در کنگره جهانی موبایل در بارسلونا در فوریه ۲۰۱۴، مارک زاکربرگ، مدیرعامل فیس بوک گفت که خرید واتس اپ توسط فیس بوک ارتباط نزدیکی با چشم‌انداز Internet.org دارد. یک مقاله تک‌کرانچ در مورد چشم‌انداز زاکربرگ گفت:
- او گفت که ایده این است که گروهی از خدمات اینترنتی اولیه را توسعه دهیم که استفاده از آنها رایگان باشد - "۹۱۱ برای اینترنت!". اینها می‌توانند یک سرویس شبکه اجتماعی مانند فیس بوک، یک سرویس پیام رسانی، شاید جستجو و چیزهای دیگری مانند آب و هوا باشند. ارائه بسته‌ای از این‌ها به صورت رایگان به کاربران مانند یک داروی دروازه‌ای عمل می‌کند – کاربرانی که ممکن است این روزها بتوانند از پس هزینه‌های خدمات داده و تلفن برآیند، متوجه نمی‌شوند که چرا باید برای آن خدمات داده پرداخت کنند. این مضامین به آنها زمینه ای می‌دهد که چرا آنها مهم هستند، و این موضوع باعث می‌شود آنها برای خدمات بیشتری مانند اینها هزینه بپردازند - حداقل این امید وجود دارد.

سه روز پس از اعلام خرید فیس بوک، کوم گفت که در حال کار برای معرفی تماس‌های صوتی است. او همچنین گفت که تلفن‌های همراه جدید با نام تجاری واتس‌اپ در آلمان فروخته می‌شوند و هدف نهایی آن‌ها این است که بر روی همه تلفن‌های هوشمند (نرم‌افزار) قرار گیرد. در اوت ۲۰۱۴، واتس‌آپ با بیش از ۶۰۰ میلیون کاربر، محبوب‌ترین برنامه پیام‌رسان در جهان بود. تا اوایل ژانویه ۲۰۱۵، واتس‌اپ ۷۰۰ میلیون کاربر ماهانه و بیش از ۳۰ میلیارد پیام در روز داشت. در آوریل ۲۰۱۵، مجله فوربز پیش‌بینی کرد که بین سال‌های ۲۰۱۲ تا ۲۰۱۸، صنعت ارتباطات از راه دور ۳۸۶ میلیارد دلار به دلیل سرویس‌های «بیش از حد (بزرگ)» مانند واتس‌اپ و اسکایپ از دست خواهد داد. در آن ماه، واتساپ بیش از ۸۰۰ میلیون کاربر داشت. تا سپتامبر ۲۰۱۵، به ۹۰۰ میلیون رسید؛ و تا فوریه ۲۰۱۶، یک میلیارد. در ۳۰ نوامبر ۲۰۱۵، اپراتور واتس‌اپ اندروید، پیوندهای سرویس پیام‌رسان تلگرام را غیرقابل کلیک و غیرقابل کپی کرد. منابع متعدد تأیید کردند که عمدی بوده است، نه یک اشکال، و زمانی که کد منبع اندرویدی که URLهای تلگرام را شناسایی می‌کند، اجرا شده است، (کلمه «تلگرام» در کد واتس اپ ظاهر شد!) برخی آن را اقدامی ضد رقابتی می‌دانستند؛ با این وجود واتس اپ هیچ توضیحی ارائه نکرد.

### ۲۰۱۶–۲۰۱۹
در ۱۸ ژانویه ۲۰۱۶، یکی از بنیانگذاران واتس اپ، جان کوم، اعلام کرد که دیگر هزینه اشتراک سالانه ۱ دلاری را از کاربران دریافت نمی‌کند تا مانعی را که کاربران بدون کارت پرداخت با آن مواجه هستند، برطرف کند. او همچنین گفت که این برنامه هیچ تبلیغ شخص ثالثی را نمایش نمی‌دهد و ویژگی‌های جدیدی مانند توانایی برقراری ارتباط با مشاغل خواهد داشت. در ۱۸ مه ۲۰۱۷، کمیسیون اروپا اعلام کرد که فیس بوک را به دلیل «ارائه اطلاعات گمراه کننده در مورد تصاحب واتس اپ» در سال ۲۰۱۴ به مبلغ ۱۱۰ میلیون یورو جریمه می‌کند. کمیسیون گفت که در سال ۲۰۱۴ هنگامی که فیس بوک این برنامه پیام رسان را خریداری کرد، «به دروغ ادعا کرد که از نظر فنی بوده است. ترکیب خودکار اطلاعات کاربر از فیس بوک و واتس اپ غیرممکن است.» با این حال، در تابستان سال ۲۰۱۶، واتس‌اپ شروع به اشتراک‌گذاری اطلاعات کاربران با شرکت مادر خود کرده بود و اجازه می‌داد از اطلاعاتی مانند شماره تلفن برای تبلیغات هدفمند فیسبوک استفاده شود. فیس بوک نقض را تصدیق کرد، اما گفت که اشتباهات در پرونده‌های ۲۰۱۴ آنها «عمدی» نبوده است. در سپتامبر ۲۰۱۷، برایان اکتون، یکی از بنیانگذاران واتس‌اپ، شرکت را ترک کرد تا یک گروه غیرانتفاعی راه‌اندازی کند، بعداً به‌عنوان بنیاد سیگنال، که سیگنال رقیبی برای واتس‌اپ شود توسعه داد. او یک سال بعد در مصاحبه ای با فوربز دلایل خود را برای ترک این کشور توضیح داد. واتس‌اپ همچنین یک پلتفرم تجاری آتی را اعلام کرد که شرکت‌ها را قادر می‌سازد خدمات مشتریان را در مقیاسی ارائه دهند، و خطوط هوایی کی‌ال‌ام و آیرومکزیکو مشارکت خود را در این آزمایش اعلام کردند. هر دو شرکت هواپیمایی قبلاً خدمات مشتری/کسب و کار را در پلتفرم فیس بوک مسنجر راه اندازی کرده بودند. در ژانویه ۲۰۱۸، واتس‌اپ، واتس‌آپ بیزینس را برای استفاده در مشاغل کوچک راه‌اندازی کرد.
در آوریل ۲۰۱۸، یکی از بنیانگذاران و مدیر عامل واتس اپ، جان کوم، اعلام کرد که شرکت را ترک خواهد کرد. با خروج قبل از نوامبر ۲۰۱۸، به دلیل نگرانی در مورد حفظ حریم خصوصی، تبلیغات، و کسب درآمد توسط فیس بوک، اکتون و کوم ۱/۳ میلیارد دلار از گزینه‌های سهام سرمایه‌گذاری نشده را کنار گذاشتند. فیس بوک بعداً اعلام کرد که جانشین کوم کریس دنیلز خواهد بود. در ۲۵ نوامبر ۲۰۱۹، واتس‌اپ سرمایه‌گذاری ۲۵۰ هزار دلاری را از طریق شراکت با استارتاپی هندی برای ارائه ۵۰۰ استارت‌آپ با اعتبار تبلیغات فیسبوک به مبلغ ۵۰۰ دلار برای هر کدام اعلام کرد.
در دسامبر ۲۰۱۹، واتس‌اپ اعلام کرد که به‌روزرسانی جدید، کاربران اپل را که به iOS 9 یا بالاتر به‌روزرسانی نکرده‌اند و کاربران سامسونگ، هوآوی، سونی و گوگل که به نسخه ۴/۰ به‌روزرسانی نکرده‌اند، تا اول فوریه ۲۰۲۰ قفل می‌کند. این شرکت همچنین گزارش داد که سیستم عامل‌های ویندوز فون پس از ۳۱ دسامبر ۲۰۱۹ دیگر پشتیبانی نمی‌شوند. واتس اپ به عنوان سومین اپلیکیشن تلفن همراه با بیشترین دانلود در دهه ۲۰۱۰ اعلام شد.

### از ۲۰۲۰ تاکنون
در ماه مارس، واتس‌آپ با سازمان بهداشت جهانی و یونیسف همکاری کرد تا خطوط تلفن مستقیم پیام‌رسان را برای افراد به منظور دریافت اطلاعات در مورد همه‌گیری کروناویروس ۲۰۱۹ فراهم کند. در همان ماه، واتس‌اپ شروع به آزمایش یک ویژگی کرد تا به کاربران کمک کند اطلاعات و زمینه اطلاعاتی را که برای کمک به مبارزه با اطلاعات نادرست دریافت می‌کنند، بیابند. در ژانویه ۲۰۲۱، واتس اپ یک سیاست حفظ حریم خصوصی جدید بحث‌برانگیز را اعلام کرد که به واتس اپ اجازه می‌دهد داده‌ها را با شرکت مادر خود، فیس بوک، به اشتراک بگذارد. کاربرانی که تا ۸ فوریه ۲۰۲۱ نپذیرفتند، دسترسی به برنامه را از دست خواهند داد. این امر باعث شد بسیاری از کاربران واتس اپ را کنار بگذارند و به خدمات دیگری مانند سیگنال و تلگرام کوچ کنند! با این حال، فیس‌بوک گفت که سیاست واتس‌آپ در اتحادیه اروپا اعمال نخواهد شد، زیرا اصول GDPR را نقض می‌کند. در مواجهه با انتقادات، واتس اپ به روز رسانی را به ۱۵ می ۲۰۲۱ موکول کرد، اما گفت که آنها هیچ برنامه ای برای محدود کردن عملکرد کاربران ندارند، و همچنین از کاربرانی که شرایط جدید را تأیید نکرده بودند، ایرادی نمی‌گیرند. در ۴ اکتبر ۲۰۲۱، فیس‌بوک بدترین قطعی خود را از سال ۲۰۰۸ تجربه کرد، که بر دیگر پلتفرم‌های متعلق به فیس‌بوک مانند اینستاگرام و واتس‌اپ نیز تأثیر گذاشت. در اوت ۲۰۲۲، واتس‌اپ یک ادغام با جیومارت را راه‌اندازی کرد که فقط برای کاربرانی در هند در دسترس است. کاربران محلی می‌توانند برای راه‌اندازی فرایند خرید درون‌برنامه، شماره‌های ویژه‌ای را در برنامه پیامک کنند، جایی که می‌توانند مواد غذایی نیز سفارش دهند. در مارس ۲۰۲۴، متا اعلام کرد که واتس‌آپ به خدمات پیام‌رسانی شخص ثالث اجازه می‌دهد تا قابلیت همکاری با خود واتس‌اپ را فراهم کنند، این الزام قانون بازارهای دیجیتال اتحادیه اروپا (DMA) است. این مهم به کاربران امکان می‌دهد پیام‌هایی را بین سایر برنامه‌های پیام‌رسان و خود واتس‌آپ ارسال کنند و در عین حال رمزگذاری سرتاسری برایشان اعمال و حفظ می‌شود.

## امکانات واتس‌آپ
در آوریل ۲۰۲۲، واتس‌اپ برنامه‌های بدون تاریخ خود را برای راه‌اندازی ویژگی Communities(ارتباطات) اعلام کرد که به چندین چت گروهی اجازه می‌دهد در یک فضای مشترک وجود داشته باشند، اعلان‌های یکپارچه دریافت کنند و گروه‌های گفتگوی کوچک‌تری را ایجاد کنند. این شرکت همچنین برنامه‌هایی برای اجرای واکنش‌ها، توانایی مدیران برای حذف پیام‌ها در گروه‌ها و تماس‌های صوتی حداکثر تا ۳۲ شرکت‌کننده را اعلام کرد. در می ۲۰۲۲، محدودیت آپلود فایل از ۱۰۰ مگابایت به ۲ گیگابایت افزایش یافت و حداکثر اندازه گروه به ۵۱۲ عضو افزایش یافت. در آوریل ۲۰۲۳، این برنامه قابلیتی را ارائه کرد که امکان دسترسی به حساب در چندین تلفن را فراهم می‌کرد، در تغییری که آن را بیشتر شبیه به رقبا می‌کرد. پیام‌ها همچنان رمزگذاری می‌شوند. واتس اپ به‌طور رسمی حالت Companion(همراهی) را برای کاربران اندروید عرضه کرد که به شما امکان می‌دهد حداکثر پنج گوشی اندرویدی را به یک حساب کاربری پیوند دهید. در حال حاضر، این ویژگی همچنین در دسترس کاربران iOS قرار گرفته است و به آنها اجازه می‌دهد تا حداکثر چهار آیفون را پیوند دهند.
در ماه مه سال ۲۰۲۳، واتس‌اپ به کاربران اجازه داد تا پیام‌ها را ویرایش کنند و خود را با رقبایی مانند تلگرام و سیگنال که قبلاً این ویژگی را ارائه می‌کردند، هماهنگ کرد. به گفته این شرکت، پیام‌ها پس از ارسال در عرض ۱۵ دقیقه قابل ویرایش هستند. پیام‌های ویرایش‌شده به‌عنوان «ادیت شده» برچسب‌گذاری شدند تا به گیرندگان اطلاع دهند که محتوا اصلاح شده است. واتس‌اپ قابلیتی به نام «به‌روزرسانی‌های وضعیت صوتی» را ارائه کرده است که به کاربران امکان می‌دهد یادداشت‌های صوتی را ضبط کرده و آنها را به عنوان وضعیت خود در برنامه به اشتراک بگذارند.
در ژوئن ۲۰۲۳، قابلیتی به نام کانال‌های واتس‌اپ راه‌اندازی شد که به سازندگان محتوا، شخصیت‌های عمومی و سازمان‌ها اجازه می‌دهد تا برنامه‌هایی شبیه به خبرنامه را برای تعداد زیادی از کاربران ارسال کنند. برخلاف پیام‌ها در گروه‌ها یا چت‌های خصوصی، کانال‌ها رمزگذاری‌شده سرتاسر نیستند. کانال‌ها در ابتدا فقط برای کاربران در کلمبیا و سنگاپور، سپس مصر، شیلی، مالزی، مراکش، اوکراین، کنیا و پرو پیش از اینکه در سپتامبر ۲۰۲۳ به‌طور گسترده در دسترس قرار گیرند، در دسترس بودند.
در ژوئیه ۲۰۲۳، پیام‌های ویدیویی به واتس اپ اضافه شد. مشابه پیام‌های صوتی، این ویژگی به کاربران اجازه می‌دهد ویدیوهای کوتاه را مستقیماً در یک چت ضبط و ارسال کنند. که به کاربران امکان می‌دهد ویدیوهای خود را سریع‌تر و بدون افزودن چیزی به گالری دستگاه خود به اشتراک بگذارند. در حال حاضر، پیام‌های ویدیویی به ۶۰ ثانیه محدود شده است.
در اکتبر ۲۰۲۳، پشتیبانی از ورود به چندین حساب اضافه شد که به کاربران امکان می‌داد بین حساب‌های مختلف واتس‌آپ در یک برنامه جابجا شوند. آنها همچنین پشتیبانی از رمز عبور را معرفی کردند که در آن کاربر می‌تواند ورود خود را با بیومتریک روی دستگاه به جای پیامک تأیید کند. گزینه‌های قالب‌بندی متن مانند بلوک‌های کد، بلوک‌های نقل قول، و فهرست‌های گلوله‌ای‌وار که برای اولین بار در دسترس قرار گرفتند.
در نوامبر ۲۰۲۳، واتس‌اپ ویژگی «چت صوتی» را برای گروه‌هایی با بیش از ۳۲ عضو اضافه کرد. برخلاف تماس‌های گروهی ۳۲ نفره، شروع یک چت صوتی مستقیماً با همه اعضای گروه تماس نمی‌گیرد. آنها در عوض یک اعلان برای پیوستن به چت صوتی دریافت می‌کنند. واتس‌اپ همچنین شروع به ارائه پشتیبانی برای ارسال کدهای ورود به یک آدرس ایمیل پیوندی به جای پیامک کرد. در به‌روزرسانی بعدی در ۳۰ نوامبر، واتس‌اپ یک ویژگی Secret Code را اضافه کرد، که به افرادی که از چت‌های قفل شده استفاده می‌کنند اجازه می‌دهد تا رمز عبور منحصر به فردی را وارد کنند که هنگام باز کردن قفل برنامه، آن چت‌ها را از دید پنهان می‌کند.
در دسامبر سال ۲۰۲۳، ویژگی «یک بار مشاهده» واتس‌اپ گسترش یافت و پیام‌های صوتی را نیز دربر گرفت. پیام‌های صوتی ارسال شده به این روش پس از اولین بار شنیدن پیام‌های صوتی توسط گیرنده حذف می‌شوند.

## پشتیبانی از پلتفرم‌ها

### تاریخچه پلتفرم
پس از ماه‌ها در مرحله بتا، اولین نسخه رسمی واتس اپ برای iOS در نوامبر ۲۰۰۹ راه اندازی شد. در ژانویه ۲۰۱۰، پشتیبانی از گوشی‌های هوشمند بلک بری اضافه شد. و متعاقباً برای سیستم عامل سیمبین در می ۲۰۱۰، و برای سیستم عامل اندروید در اوت ۲۰۱۰. در اوت ۲۰۱۱، یک نسخه بتا برای سیستم عامل غیرهوشمند سری ۴۰ نوکیا اضافه شد. یک ماه بعد، پشتیبانی از ویندوز فون اضافه شد و به دنبال آن بلک‌بری ۱۰ در مارس ۲۰۱۳ عرضه شد. در آوریل ۲۰۱۵، پشتیبانی از سیستم عامل تایزن سامسونگ اضافه شد. قدیمی‌ترین دستگاهی که قابلیت اجرای واتس اپ را داشت، نوکیا N95 مبتنی بر سیمبین بود که در مارس ۲۰۰۷ منتشر شد، اما پشتیبانی بعداً متوقف شد.
در اوت ۲۰۱۴، واتس‌اپ به‌روزرسانی‌ای را منتشر کرد که از ساعت‌های هوشمند Android Wear پشتیبانی می‌کرد.
در ۲۱ ژانویه ۲۰۱۵، واتس‌آپ وب راه اندازی شد، یک سرویس گیرنده وب مبتنی بر مرورگر که می‌توانست با همگام سازی با اتصال دستگاه تلفن همراه استفاده شود.
در ۲۶ فوریه ۲۰۱۶، واتساپ اعلام کرد که پشتیبانی از بلک‌بری (از جمله بلک‌بری ۱۰)، نوکیا سری ۴۰، و سیمبین S60، و همچنین نسخه‌های قدیمی‌تر اندروید(۲/۲)، ویندوز (۷/۰) را متوقف می‌کند. و iOS(۶)، تا پایان سال ۲۰۱۶. پشتیبانی بلک بری، نوکیا سری ۴۰ و سیمبین سپس تا ۳۰ ژوئن ۲۰۱۷ تمدید شد. در ژوئن ۲۰۱۷، پشتیبانی از بلک بری و نوکیا سری ۴۰ یک بار دیگر تا پایان سال ۲۰۱۷ تمدید شد، در حالی که سیمبین حذف شد.
پشتیبانی از بلک بری و نسخه‌های قدیمی‌تر (نسخه ۸/۰) ویندوز فون و دستگاه‌های iOS قدیمی‌تر (نسخه ۶) در ۱ ژانویه ۲۰۱۸ حذف شد، اما برای نوکیا سری ۴۰ تا دسامبر ۲۰۱۸ تمدید شد. در ژوئیه ۲۰۱۸، اعلام شد که واتس اپ به زودی برای گوشی‌های ویژگی کای‌اواس در دسترس خواهد بود.

### معرفی مختصر
پیام‌رسان واتس‌اپ، اپلیکیشنی برای گوشی‌های هوشمند اندروید و آی‌اواس است. این پیام‌رسان از ارتباط اینترنت همراه یا وای-فای برای فرستادن پیام استفاده می‌کند. افزون بر توانایی فرستادن متن ساده می‌توان پرونده‌هایی مانند پی‌دی‌اف، نگاره، آوا و ویدئو را با واتس‌اپ فرستاد.
در ژانویه ۲۰۱۶، این پیام‌رسان اعلام کرد که برای همیشه رایگان خواهد بود.
پیش از آن این سرویس پیام‌رسانی تنها سال اول رایگان بود و پس از آن ۰٫۹۹ دلار آمریکا در سال باید پرداخت می‌شد.
همچنین مدیر واتس‌اپ در تاریخ ۱۸ فروردین ۱۳۹۵ اعلام کرد که همه پیامها و تماس‌های این پیام‌رسان به‌صورت کامل رمزنگاری می‌شوند. واتس‌اپ و نرم‌افزارهای شبیه به آن امروزه با گسترش اینترنت همراه، جایگزینی برای پیامک یا پیام‌های متنی کلاسیک شده‌اند. این نسخه در ۳۱ دسامبر ۲۰۱۹ در سیستم ویندوز فون به کار خود پایان داد.

## شمار کاربران
واتس‌اَپ در سال ۲۰۱۳ در سراسر جهان ۳۰۰ میلیون کاربر داشته که دستکم ماهی یکبار آنلاین بوده‌اند. در ۱ بهمن ۱۳۹۲ اعلام شد این برنامه ماهانه ۴۳۰ میلیون کاربر دارد که دستکم یک بار در ماه از آن استفاده می‌کنند و روزانه بیش از ۵۴ میلیارد پیامک جابه‌جا می‌کند که با توجه به این آمار رکورد فرستادن پیامک در روز در جهان شکسته شد.
در اوایل فوریه ۲۰۱۶ واتس‌اَپ اعلام کرد که شمار کاربرانش از مرز یک میلیارد نفر گذشت.
متا در جدیدترین گزارش خود شمار کاربران واتس‌اپ را دو میلیارد نفر اعلام نمود (۵۰٪ افرادی که اینترنت دارند از واتس‌اپ استفاده می‌کنند).

## خرید توسط فیس‌بوک
در ۱۹ فوریه ۲۰۱۴ شرکت فیس‌بوک (در حال حاضر متا پلتفرمز) اعلام کرد که واتس‌اَپ را به قیمت ۱۹ میلیارد دلار خریداری کرده است که از این مبلغ ۴ میلیارد دلار به صورت نقدی و ۱۵ میلیارد دلار به شکل سهام فیس‌بوک به مالکان آن پرداخت شده است. در همان سال، مؤسس واتس‌اپ نیز پس از خریداری شرکت وی توسط فیسبوک، به جمع میلیاردرها پیوست.

## پشتیبانی از پلتفرم‌های گوناگون

### نسخه وب
واتس اپ به‌طور رسمی برای رایانه‌های شخصی از طریق یک سرویس گیرنده وب، تحت نام واتساپ وب، در اواخر ژانویه ۲۰۱۵ از طریق اطلاعیه ای که توسط کوم در صفحه فیس بوک خود ارائه شده بود، در دسترس قرار گرفت: "مشتری وب ما فقط افزونه تلفن شماست: وب مرورگر مکالمات و پیام‌های دستگاه تلفن همراه شما را آینه می‌کند - این بدان معناست که همه پیام‌های شما هنوز در تلفن شما زنده هستند ". گوشی کاربر واتس اپ هنوز باید به اینترنت متصل باشد تا برنامه مرورگر کار کند. همه مرورگرهای اصلی رومیزی به جز اینترنت اکسپلور پشتیبانی می‌شوند. رابط کاربری واتساپ وب بر اساس اندروید پیش فرض است و از طریق این وبگاه قابل دسترسی است. بعد از اینکه کاربران کد QR شخصی خود را از طریق برنامه تلفن همراه واتس اپ خود اسکن کردند، دسترسی داده می‌شود.
از ۲۱ ژانویه ۲۰۱۵، نسخه دسکتاپ فقط برای کاربران اندروید، بلک بری و ویندوز فون در دسترس بود. بعداً، از آی او اس، نوکیا سری ۴۰ و نوکیا اس۶۰ پشتیبانی کرد.
راه حل‌های مشابهی برای مک او اس وجود دارد، مانند چیت چت منبع باز، که قبلاً به عنوان واتس مک شناخته می‌شد.
در ژانویه ۲۰۲۱، نسخه محدود بتا اندروید به کاربران اجازه داد بدون نیاز به اتصال برنامه تلفن همراه به اینترنت از واتساپ وب استفاده کنند. در مارس ۲۰۲۱، این ویژگی بتا به کاربران آی او اس گسترش یافت.

### ویندوز و مکینتاش
در تاریخ ۱۰ می ۲۰۱۶ سرویس پیام‌رسان واتس‌اپ هم برای مایکروسافت ویندوز و هم برای مکینتاش معرفی شد.

## ویژگی‌های فنی

### رمزنگاری انتها به انتها
در ۱۸ نوامبر ۲۰۱۴ شرکت اوپن ویسپر سیستمز برای تأمین رمزگذاری سرتاسر با شرکت واتس‌اَپ اعلام همکاری نمود.

### پرداخت اینترنتی
واتس‌اَپ در کشور هند یک ویژگی برای انتقال پول به کار گرفته است که به صورت همتا به همتا کار می‌کند. واتس‌اَپ برای اجرای این فناوری از شرکت پرداخت‌های ملی هند مجوز دریافت کرد و در ژوئیه ۲۰۱۷، با چند بانک در این کشور وارد همکاری شد.

## در ایران

### مسدودسازی
در شهریور ۱۴۰۱ که اعتراضات به جان‌باختن مهسا امینی در ایران جریان داشت، دولت ایران اقدام به مسدودسازی پیام‌رسان واتس‌اپ کرد. واتس‌اپ در ۴ دی ۱۴۰۳ با اجماع مثبت اعضای شورای عالی فضای مجازی در این کشور رفع فیلتر شد.

### اتهام همکاری با دولت
در بحبوحه خیزش ۱۴۰۱ ایران که دولت جمهوری اسلامی سعی در سانسور اینترنت داشت، دسترسی کاربران ایرانی حتی با استفاده از VPN به واتس‌اپ قطع شد در واقع شماره‌های مربوط به ایران نمی‌توانستند در آن فعالیت کنند، هرچند که واتس‌اپ نقش داشتن در این اتفاق را رد کرد اما بسیاری بر این باورند که واتس‌اپ با دولت جمهوری اسلامی برای سانسور اینترنت همکاری کرده است.

### جنجال سیاسی
با ورود این شبکه به ایران، موافقان و مخالفان بسیاری اقدام به اظهارنظر در خصوص آن پرداختند. قوه قضائیه ایران و کارگروه تعیین مصادیق محتوای مجرمانه دو نهاد حکومتی بودند که با اعتقاد به این امر که شبکه‌های اجتماعی تلفن همراه، دارای محتوای مجرمانه هستند از ضرورت فیلتر اینترنتی این قبیل محصولات سخن گفته و وزارت ارتباطات دولت یازدهم را به دفعات، مکلف به فراهم‌سازی مسدودسازی این قبیل نرم‌افزارهای ارتباطی نمودند. با این‌حال، محمود واعظی، وزیر ارتباطات دولت یازدهم، همواره در مقابل این درخواست قوه قضائیه مخالفت کرده و مخالفت صریح حسن روحانی با فیلترینگ این شبکه اجتماعی را پشتوانه خود در عمل نکردن به درخواست قوه قضائیه دانست. با شکل‌گیری و گسترش سریع پیام‌های تمسخرآمیز در خصوص سید روح‌الله خمینی در تابستان ۱۳۹۳ در واتس‌اَپ و وایبر، قوه قضائیه ایران در شهریور همان سال تصمیم گرفت مهلت یک‌ماهه‌ای به وزارت ارتباطات در خصوص فیلترینگ این شبکه اجتماعی بدهد که در صورت عدم مسدود سازی آن، برخورد قضائی با وزیر ارتباطات و سایر مسئولان این وزارتخانه، در دستور کار این قوه، قرار داده خواهد شد. فرمانده سپاه ناحیه ثارالله شیراز روز یکشنبه ۳۰ شهریور ماه ۱۳۹۳ نیز از بازداشت ۱۱ نفر در این شهر به دلیل «تولید و باز نشر مطالب توهین‌آمیز نسبت به خمینی» خبرداد و گفت این افراد در شبکه اجتماعی واتس‌اَپ، وایبر، لاین، تانگو و تلگرام شناسایی شده‌اند. پس از اعلام این خبر از سوی فرمانده سپاه ناحیه ثارالله شیراز اقرار تلویزیونی این افراد نیز از شبکه استانی فارس پخش شد.

### به زبان فارسی
در میانه سال ۱۳۹۴ واتس‌اپ از نسخه فارسی سایت خود رونمایی کرد.

### اختلال دسترسی به نسخه تحت وب
در ۳۰ شهریور ۱۳۹۹، دسترسی به نسخه تحت وب واتس‌اپ برای بسیاری از کاربران ایرانی غیرممکن شد. نائب‌رئیس هیئت‌مدیرهٔ شرکت ارتباطات زیرساخت ایران در مصاحبه با زومیت گفته است که مشکلی در ارسال و دریافت فایل ایجاد شده؛ و شرکت زیرساخت نقشی در ایجاد مشکل نداشته است. همچنین محمدجواد آذری جهرمی، وزیر ارتباطات نیز در پاسخ به سؤالی در استوری اینستاگرام خود نوشت: «مشکل نسخهٔ وب و دسکتاپ واتساپ، از سمت سرورهای آن‌هاست و ارتباطی به شبکهٔ ایران ندارد. به‌طور مشخص، ترافیک این نرم‌افزار که از سمت شرکت آمازون ارائه می‌شود، دچار اشکال است. همکارانم درحال پیگیری هستند اما هنوز ازسوی آن‌ها، زمانی برای رفع مشکل اعلام نشده است.»

### رفع فیلتر
در تاریخ ۴ دی ۱۴۰۳، خبرگزاری صدا و سیما اعلام کرد که با اجماع رأی مثبت اعضای شورای عالی فضای مجازی، سرویس‌های واتساپ و گوگل پلی رفع فیلتر شدند. این اقدام به عنوان گام اول طرح رفع محدودیت‌ها و فیلترینگ در دولت چهاردهم شناخته می‌شود. سرویس گوگل پلی پس از ۷۷۲ روز فیلتر بودن، مجدداً دسترسی کاربران ایرانی به این سرویس فعال شد.

## امنیت

### رمزنگاری
واتس‌اَپ برای ایجاد ایمنی داد و ستدهای بین کاربران از روش رمزنگاری سرتاسر استفاده می‌کند. به گفته کارشناسان با این روش و در حالت عادی (یعنی بدون دخالت بدافزارها) فقط دو طرف گفتگو می‌توانند آنچه ارسال می‌شود را بخوانند. در این میان، حتی خود شرکت واتس‌اَپ قادر به خواندن آن نیست. این به علت آن است که پیام‌ها با یک قفل نرم‌افزاری محافظت شده‌اند و فقط فرستنده و گیرنده پیام کلید مخصوص بازکردن این قفل و خواندن آنها را دارند. برای حفاظت بیشتر، هر پیامی که فرستاده می‌شود قفل و کلید خودش را دارد. همه اینها به‌طور خودکار اتفاق می‌افتند و نیازی به انجام تنظیمات خاص یا چت مخفی برای امن بودن پیام‌ها نیست. امکان تأیید هویت دومرحله‌ای نیز از میانه آذر ۱۳۹۵ به واتس‌اَپ اضافه شد.

### جاسوسی اسرائیل
در مه ۲۰۱۹، آشکار شد که گروه اِن‌اِس‌اُ (به انگلیسی: NSO Group) (یک شرکت امنیتی وابسته به ارتش اسرائیل) با یک تماس بی‌پاسخ واتس‌اپ روی گوشی، جاسوس‌افزار نصب می‌کند. نرم‌افزار اصلی این شرکت به نام «پگاسوس»، می‌تواند میکروفن گوشی را روشن کند، پیام‌های رمزدار را از روی تلفن بردارد، یا به عکس‌های خصوصی دسترسی پیدا کند. گروه اِن‌اِس‌اُ می‌گوید نهادهای مجری قانون از محصولات آن گروه برای مقابله با تروریسم و رفتار مجرمانه استفاده می‌کنند. اما معمولاً از جاسوس‌افزارهای این شرکت برای نظارت بر خبرنگاران، وکلا و فعالان استفاده می‌شود. در مدت کوتاهی پس از این حمله، شرکت واتس‌اپ اعلام کرد که با به‌روزرسانی این اپ، جلوی این جاسوس‌افزار گرفته می‌شود.
گروه اِن‌اِس‌اُ به «معامله‌گر سلاح‌های سایبری» شناخته می‌شود.
یک مقام رسمی در سرویس پیام‌رسان واتس‌اپ اعلام کرد که شرکت جاسوس‌افزار اسرائیلی «پاراگون سولوشنز» (Paragon Solutions) ده‌ها کاربر این پلتفرم، از جمله روزنامه‌نگاران و اعضای جامعه مدنی را مورد جاسوسی قرار داده است. این مقام اظهار داشت که واتس‌اپ پس از وقوع این حمله سایبری، نامه‌ای رسمی برای توقف فعالیت‌های پاراگون ارسال کرده است. این مقام از توضیح دربارهٔ چگونگی احراز مسئولیت پاراگون در این حمله سایبری خودداری کرد. وی افزود که نهادهای اجرای قانون و شرکای صنعتی در جریان این موضوع قرار گرفته‌اند، اما از ارائه جزئیات بیشتر امتناع ورزید. اف‌بی‌آی نیز به درخواست اظهار نظر در این باره پاسخ نداد. کارشناسان اعلام کردند که این حمله از نوع «حمله بدون کلیک» (Zero-Click Attack) بوده است، به این معنا که اهداف موردنظر بدون نیاز به کلیک روی هیچ لینک مخربی آلوده شده‌اند. واتس‌اپ از افشای محل استقرار روزنامه‌نگاران و اعضای جامعه مدنی که هدف این حمله قرار گرفته‌اند، از جمله اینکه آیا در ایالات متحده بوده‌اند یا نه، خودداری کرد.

### قطعی
این برنامه به دلیل آپدیت اشتباه سویچ‌های شرکت مادر یعنی فیس‌بوک در تاریخ ۴ اکتبر ۲۰۲۱ دچار قطعی گردید.

## واتس‌اپ بیزینس
واتس اپ بیزینس (به انگلیسی: WhatsApp Business) نسخهٔ تجاری شرکت واتس اپ است که در تاریخ ۹ بهمن ۱۳۹۶ (۲۹ ژانویه ۲۰۱۸ میلادی) توسط شرکت واتس اپ منتشر شد. هدف از انتشار این نسخه کمک به افرادی بود که می‌خواستند علاوه بر استفاده از واتس‌اپ به صورت شخصی برای کسب و کار تجاری خود هم از آن استفاده کنند.

### ویژگی های واتس‌اپ بیزینس
1. امکان تعیین نوع بیزینس در پروفایل
2. امکان تعیین پیام خوش آمد گویی
3. امکان مشاهده آمار کاربران[۴۰]
4. افزودن اطلاعاتی مانند موقعیت فروشگاه و وب سایت فروشگاه
5. افزودن ساعت‌ها و روزهای بازبودن و تعطیل بودن فروشگاه
6. پیام رسانی اتوماتیک در صورت در دسترس نبودن
7. ایجاد لینک چت مستقیم[۴۱]